# 소멸시효
소멸시효(消滅時效)는 권리자가 재산권을 행사를 할 수 있음에도 불구하고 일정기간 동안 권리를 행사하지 않는 경우 그 권리가 실효되게 하는 제도를 말한다. 시효의 일종으로서 제척기간에 대비되는 개념이다.

## 소멸시효 총설

### 입법례
대한민국의 구 민법은, 일본 민법(제166조 ~ 제174조의2)과 마찬가지로 프랑스 민법 제2219조를 본받아 총칙편에서 소멸시효와 취득시효를 통일적으로 규율하였으나, 현행 민법은 독일 민법(제194조 이하, 제937조 이하)과 같이 소멸시효를 총칙편에서 규정하고 취득시효는 물권편에서 규율하고 있다. 이론적으로 보아 양 제도는 그 요건과 효과에서 차이점이 많아 별개의 제도이므로 시효취득의 주장 속에는 상대방의 청구권이 시효소멸하였다는 주장이 포함된 것으로 볼 수 없다.

### 소멸시효의 이유
1. 사회질서의 안정
2. 증거보존의 곤란구제(입증곤란의 구제): 사실관계(지급확인 등)를 확인할 수 있는 서류 등의 보관 및 기록확인 곤란
3. 권리태만자에 대한 보호가치의 부존재: 모든 권리는 정해진 기간내 행사하며 권리태만자로 인한 사회비용 등의 발생 방지

### 제척기간과 비교
| 구분            | 소멸시효                                  | 제척기간               |
| --------------- | ----------------------------------------- | ---------------------- |
| 권리소멸의 이유 | 권리 불행사의 사실상태                    | 존속기간의 경과        |
| 존재이유        | 사실상태의 존중                           | 법률관계의 신속한 확정 |
| 소급효          | 있음(기산일에 소급)                       | 없음(장래에 대하여만)  |
| 중단제도        | 있음                                      | 없음                   |
| 정지제도        | 있음                                      | 없음(반대설 있음)      |
| 이익의 포기     | 있음(시효완성 후에만)                     | 없음                   |
| 단축, 경감      | 있음                                      | 없음                   |
| 원용제도        | 있음                                      | 없음                   |
| 기산점          | 권리를 행사할 수 있는 때                  | 권리가 발생한 때       |
| 구별            | "~시효로 인하여..."(예외, 제1024조 제2항) | "~행사하여야 한다."    |

## 소멸시효의 요건

### 기산점
“특별한 다른 사정이 없는 한 원칙적으로 보험금액청구권의 소멸시효는 보험사고가 발생한 때로부터 진행한다고 해석하는 것이 상당하지만, 보험사고가 발생한 것인지의 여부가 객관적으로 분명하지 아니하여 보험금액청구권자가 과실 없이 보험사고의 발생을 알 수 없었던 경우에도 보험사고가 발생한 때로부터 보험금액청구권의 소멸시효가 진행한다고 해석하는 것은, 보험금액청구권자에게 너무 가혹하여 사회정의와 형평의 이념에 반할 뿐만 아니라 소멸시효제도의 존재이유에 부합된다고 볼 수도 없으므로, 이와 같이 객관적으로 보아 보험사고가 발생한 사실을 확인할 수 없는 사정이 있는 경우에는, 보험금액청구권자가 보험사고의 발생을 알았거나 알 수 있었던 때로부터 보험금액청구권의 소멸시효가 진행한다고 해석하는 것이 타당하다.”

#### 부당이득반환청구권
대한민국 판례는 "국가가 피고에게 지가상환금을 보상함에 있어서 금액을 과불한 경우, 지가보상금의 과오불금반환청구권의 소멸시효는 피고가 정당한 범위내의 보상금액을 초과하여 수령한 날부터 기산된다" 고 보고 있다. 즉, 부당이득반환청구권자에게 부당이득반환청구의 원인이 되는 행위가 발생한 시점이 기산점이라 할 것이다.

### 기간

#### 3년의 단기 소멸시효
도급받은 자, 기사 기타 공사의 설계 또는 감독에 종사하는 자의 공사에 관한 채권(제3호)
“우수현상광고의 당선자가 광고주에 대하여 우수작으로 판정된 계획설계에 기초하여 기본 및 실시설계계약의 체결을 청구할 수 있는 권리를 가지고 있는 경우, 이러한 청구권에 기하여 계약이 체결되었을 경우에 취득하게 될 계약상의 이행청구권은 "설계에 종사하는 자의 공사에 관한 채권"으로서 이에 관하여는 민법 제163조 제3호 소정의 3년의 단기소멸시효가 적용되므로, 위의 기본 및 실시설계계약의 체결의무의 불이행으로 인한 손해배상청구권의 소멸시효 역시 3년의 단기소멸시효가 적용된다”
생산자 및 상인이 판매한 생산물 및 상품의 대가 (제6호)
생산자 및 상인은 상법상 상인이므로 그 생산물 및 상품의 대가청구권은 5년의 소멸시효기간에 걸리나(대한민국 상법 제64조), 상법 제64조의 단서규정에 따라, 민법 제163조 제6호가 우선 적용된다. “'상인이 판매한 상품의 대가'란 상품의 매매로 인한 대금 그 자체의 채권만을 말하는 것으로서, 상품의 공급 자체와 등가성 있는 청구권에 한한다.”

### 소멸시효의 원용
소멸시효의 원용(援用)이란 소멸시효에서 시효의 완성으로 이익을 받을 자가 소멸시효가 완성한 권리의 소멸을 주장하는 것이다. 소멸시효의 효과에 관하여는 학설이 나뉘어 있는 바, 소멸시효의 완성으로 권리는 당연히 소멸한다는 견해(절대적 소멸설)와 권리가 당연히는 소멸하지 않고 다만 시효의 이익을 받을 자에게 '권리의 소멸을 주장할 수 있는 권리(援用權)'가 생길 뿐이라는 견해(상대적 소멸설)가 있다. 그러나 절대적 소멸설에서도 소멸시효의 원용이 없으면 이것을 재판의 기초로 할 수 없다고 한다. 따라서 소멸시효의 원용이 있어야 비로소 권리소멸의 효과가 확정적으로 발생한다고 볼 수 있다. 소멸시효의 원용권자는 원용을 하지 않고 시효의 이익을 포기할 수도 있다. 원용의 장소는 반드시 법원이어야 하는 것은 아니다. 시효의 원용을 할 수 있는 대상자로는 시효의 대상이 되는 권리 또는 의무의 당사자 이외에 이 권리 · 의무에 기하여 의무를 면하거나 권리의 확장을 받는 자, 즉 연대채무자 · 연대보증인 · 보증인 등도 포함한다. 또 원용의 효과는 상대적이라서 원용권자가 수인 있는 경우에 그 1인의 원용 · 불원용은 다른 자에게 영향을 미치지 않는다.

## 소멸시효의 중단

### 재판상의 청구(제170조)

#### 취지
재판상 청구를 소멸시효 중단의 사유로 규정한 이유는 권리자가 권리를 재판상으로 주장함으로써 소멸시효의 기초인 사실상태(권리의 불행사)를 깨뜨리기 때문이다. 따라서 재판상 청구의 범위를 기판력이 미치는 범위와 일치하여 판단할 필요가 없다.

#### 소의 제기
이행의 소, 확인의 소, 형성의 소,  재심의 소,  반소를 제기하는 경우 소 제기시부터 소멸시효의 중단이 가능하다. 흠 있는 소제기의 경우에도 소 제기시부터 소멸시효의 중단이 가능하다.
“원고의 근저당권설정등기청구권의 행사는 그 피담보채권이 될 금전채권의 실현을 목적으로 하는 것으로서, 근저당권설정등기청구의 소에는 그 피담보채권이 될 채권의 존재에 관한 주장이 당연히 포함되어 있는 것이고, 피고로서도 원고가 원심에 이르러 금전지급을 구하는 청구를 추가하기 전부터 피담보채권이 될 금전채권의 소멸을 항변으로 주장하여 그 채권의 존부에 관한 실질적 심리가 이루어져 그 존부가 확인된 이상, 그 피담보채권이 될 채권으로 주장되고 심리된 채권에 관하여는 근저당권설정등기청구의 소의 제기에 의하여 피담보채권이 될 채권에 관한 권리의 행사가 있은 것으로 볼 수 있으므로, 근저당권설정등기청구의 소의 제기는 그 피담보채권의 재판상의 청구에 준하는 것으로서 피담보채권에 대한 소멸시효 중단의 효력을 생기게 한다고 봄이 상당하다.”

#### 응소(應訴)
과거에는 이를 부정하는 견해도 있었으나, 현재의 통설은 이를 긍정한다. 대법원도 전원합의체 판결을 통해 “대한민국 민법 제168조 제1호, 제170조 제1항에서 시효중단사유의 하나로 규정하고 있는 재판상의 청구라 함은, 통상적으로는 권리자가 원고로서 시효를 주장하는 자를 피고로 하여 소송물인 권리를 소의 형식으로 주장하는 경우를 가리키지만, 이와 반대로 시효를 주장하는 자가 원고가 되어 소를 제기한 데 대하여 피고로서 응소하여 그 소송에서 적극적으로 권리를 주장하고 그것이 받아들여진 경우도 마찬가지로 이에 포함되는 것으로 해석함이 타당하다.” 고 판시하여 이를 긍정하였다.

##### 응소행위가 시효중단 사유가 되기 위한 요건

###### 채무자에 대한 권리 행사일 것
채무자가 제기한 소송에서 채권자가 응소히여 적극적으로 자기의 권리를 주장하는 경우이어야 한다. 물상보증인이나 제3취득자 등 제3자가 제기한 소송에서 채권자가 응소하여 채무자에 대한 자신의 권리를 주장하더라도 이는 소멸시효의 대상이 되는 권리의 의무자인 채무자에 대한 권리를 행사한 것으로 볼 수 없기 때문에 그것만으로는 채무자가 부담하는 채무의 소멸시효가 중단되지 않는다.
“물상보증인이 그 피담보채무의 부존재 또는 소멸을 이유로 제기한 저당권설정등기 말소등기절차이행청구소송에서 채권자 겸 저당권자가 청구기각 판결을 구하고 피담보채권의 존재를 주장하였다고 하더라도 이로써 직접 채무자에 대하여 재판상 청구를 한 것으로 볼 수 없는 것이다.”. “의무있는 자가 제기한 소송에서 권리자가 의무 있는 자를 상대로 응소하여야 할 것이므로, 담보가등기가 설정된 후에 그 목적 부동산의 소유권을 취득한 제3취득자나 물상보증인 등 시효를 원용할 수 있는 지위에 있으나 직접 의무를 부담하지 아니하는 자가 제기한 소송에서의 응소행위는 권리자의 의무에 대한 재판상 청구에 준하는 행위가 아니다”

###### 적극적으로 권리를 주장할 것
응소행위로 인한 시효중단의 효력은 피고가 현실적으로 권리를 행사하여 응소한 때에 발생하지만, 다만 권리자인 피고가 응소하여 권리를 주장하였으나 그 소가 각하되거나 취하되는 등의 사유로 본안에서 그 권리주장에 관한 판단 없이 소송이 종료된 경우에는 민법 제170조 제2항을 유추적용하여 그때부터 6월 이내에 재판상의 청구 등 다른 시효중단조치를 취한 경우에 한하여 응소 시에 소급하여 시효중단의 효력이 있는 것으로 봄이 상당하다.
“시효를 주장하는 자가 원고가 되어 소를 제기한 경우에 있어서, 피고가 응소행위를 하였다고 하여 바로 시효중단의 효과가 발생하는 것은 아니고, 변론주의 원칙상 시효중단의 효과를 원하는 피고로서는 당해 소송 또는 다른 소송에서의 응소행위로서 시효가 중단되었다고 주장하지 않으면 아니 되고, 피고가 변론에서 시효중단의 주장 또는 이러한 취지가 포함되었다고 볼 만한 주장을 하지 아니하는 한, 피고의 응소행위가 있었다는 사정만으로 당연히 시효중단의 효력이 발생한다고 할 수는 없는 것이나, 응소행위로 인한 시효중단의 주장은 취득시효가 완성된 후라도 사실심 변론종결 전에는 언제든지 할 수 있다.”
채권자가 확정판결에 기한 채권의 실현을 위하여 채무자에 대하여 민사집행법 소정의 재산명시신청을 하고 그 결정이 채무자에게 송달되었다면 거기에 소멸시효의 중단사유인 ‘최고’로서의 효력만이 인정된다. 재산명시결정에 의한 소멸시효 중단의 효력은, 그로부터 6월 내에 다시 소를 제기하거나 압류 또는 가압류, 가처분을 하는 등 민법 제174조에 규정된 절차를 속행하지 아니하는 한, 상실된다고 할 것이다.
연대보증채무에 대한 소멸시효가 중단되었다고 하더라도 이로써 주채무에 대한 소멸시효가 중단되는 것은 아니고, 주채무가 소멸시효 완성으로 소멸된 경우에는 연대보증채무도 그 채무 자체의 시효중단에 불구하고 부종성에 따라 당연히 소멸된다고 할 것이다.
채권자가 동일한 목적을 달성하기 위하여 복수의 채권을 갖고 있는 경우, 채권자로서는 그 선택에 따라 권리를 행사할 수 있되, 그 중 어느 하나의 청구를 한 것만으로는 다른 채권 그 자체를 행사한 것으로 볼 수는 없으므로, 특별한 사정이 없는 한 그 다른 채권에 대한 소멸시효 중단의 효력은 없는 것이다.

### 승인
대한민국 민법 제168조 제3호에 규정된 소멸시효 중단 사유이다. 승인은 시효이익을 받을 당사자인 채무자가 그 시효의 완성으로 권리를 상실하게 될 자 또는 그 대리인에 대하여 그 권리가 존재함으로 인식하고 있다는 뜻을 표시함으로써 성립하며 참고, 승인의 법적 성질은 관념의 통지이다.
소멸시효 중단사유로서의 채무의 승인은 묵시적인 방법으로도 가능한 것이기는 하지만 그 묵시적인 승인의 표시는 적어도 채무자가 그 채무의 존재 및 액수에 대하여 인식하고 있음을 전제로 하여 그 표시를 대하는 상대방으로 하여금 채무자가 그 채무를 인식하고 있음을 그 표시를 통해 추단하게 할 수 있는 방법으로 행해져야 할 것이므로 당사자간에 계속적 거래관계가 있다고 하더라도 물품 등을 주문하고 공급하는 과정에서 기왕의 미변제 채무에 대하여 서로 확인하거나 확인된 채무의 일부를 변제하는 등의 절차가 없었다면 기왕의 채무의 존부 및 액수에 대한 당사자 간의 인식이 다를 수도 있는 점에 비추어 볼 때, 단순히 기왕에 공급받던 것과 동종의 물품을 추가로 주문하고 공급받았다는 사실만으로는 기왕의 채무의 존부 및 액수에 대한 인식을 묵시적으로 표시하였다고 보기 어렵다.
피고의 대표자가 원고의 요청으로 토지에 관한 소유권이전등기를 경료해 주기 위하여 원고와 함께 법무사 사무실을 방문한 행위는 원고에 대하여 매매계약에 따른 소유권이전등기의무가 존재함을 인식하고 있다는 뜻을 묵시적으로 표시한 것이라고 보기에 충분하므로, 이로써 그 소멸시효 중단사유로서의 승인이 있었다.
시효완성 전에 채무의 일부를 변제한 경우에는, 그 수액에 관하여 다툼이 없는 한 채무승인으로서의 효력이 있어 시효중단의 효과가 발생한다.
시효완성 후 채무를 승인한 때에는 채무자는 시효완성의 사실을 알고 그 이익을 포기한 것이라 추정할 수 있다.
- 채무자가 소멸시효 완성 후 채무를 일부 변제한 때에는 그 액수에 관하여 다툼이 없는 한 그 채무 전체를 묵시적으로 승인한 것으로 보아야 하고, 이 경우 시효완성의 사실을 알고 그 이익을 포기한 것으로 추정되므로, 소멸시효가 완성된 채무를 피담보채무로 하는 근저당권이 실행되어 채무자 소유의 부동산이 경락되고 그 대금이 배당되어 채무의 일부 변제에 충당될 때까지 채무자가 아무런 이의를 제기하지 아니하였다면, 경매절차의 진행을 채무자가 알지 못하였다는 등 다른 특별한 사정이 없는 한, 채무자는 시효완성의 사실을 알고 그 채무를 묵시적으로 승인하여 시효의 이익을 포기한 것으로 보아야 한다.[25]

### 최고
“소멸시효제도 특히 시효중단제도는 그 제도의 취지에 비추어 볼 때 이에 관한 기산점이나 만료점은 원권리자를 위하여 너그럽게 해석하는 것이 상당하므로 민법 제174조 소정의 시효중단사유로서의 최고도 채무이행을 최고받은 채무자가 그 이행의무의 존부 등에 대하여 조사를 해 볼 필요가 있다는 이유로 채권자에 대하여 그 이행의 유예를 구한 경우에는 채권자가 그 회답을 받을 때까지는 최고의 효력이 계속된다고 보아야 하고 따라서 같은 조 소정의 6월의 기간은 채권자가 채무자로부터 회답을 받은 때로부터 기산되는 것이라고 해석하여야 한다.” 채권자가 확정판결에 기한 채권의 실현을 위하여 채무자의 제3채무자에 대한 채권에 관하여 압류 및 추심명령을 받아 그 결정이 재3채무자에게 송달되었다면 거기에 소멸시효 중단사유인 최고로서의 효력을 인정하여야 한다

### 압류, 가압류, 가처분
금전채권의 보전을 위하여 채무자의 금전채권에 대하여 가압류가 행하여진 경우에 그 후 채권자의 신청에 의하여 그 집행이 취소되었다면, 다른 특별한 사정이 없는 한 가압류에 의한 소멸시효 중단의 효과는 소급적으로 소멸된다. 민법 제175조는 가압류가 ‘권리자의 청구에 의하여 취소된 때에는’ 소멸시효 중단의 효력이 없다고 정한다. 가압류의 집행 후에 행하여진 채권자의 집행취소 또는 집행해제의 신청은 실질적으로 집행신청의 취하에 해당하고, 이는 다른 특별한 사정이 없는 한 가압류 자체의 신청을 취하하는 것과 마찬가지로 그에게 권리행사의 의사가 없음을 객관적으로 표명하는 행위로서 위 법 규정에 의하여 시효중단의 효력이 소멸한다고 봄이 상당하다. 이러한 점은 위와 같은 집행취소의 경우 그 취소의 효력이 단지 장래에 대하여만 발생한다는 것에 의하여 달라지지 아니한다.

채무자가 가압류 목적물에 대한 가압류를 해제받을 목적으로 피보전채권을 변제하는 경우에는 특별한 사정이 없는 한 피보전채권으로 적시되지 아니한 별개의 채무에 대하여서까지 소멸시효의 이익을 포기한 것이라고 볼 수는 없다

## 소멸시효 진행 시점과 목적물 점유 상실
매수인이 그 목적물의 점유를 상실하여 더 이상 사용수익하고

## 소멸시효의 기산일
소멸시효의 기산일은 채무의 소멸이라고 하는 법률효과 발생의 요건에 해당하는 소멸시효 기간 계산의 시발점으로서 소멸시효 항변의 법률요건을 구성하는 구체적인 사실에 해당하므로 이는 변론주의의 적용 대상이고, 따라서 본래의 소멸시효 기산일과 당사자가 주장하는 기산일이 서로 다른 경우에는 변론주의의 원칙상 법원은 당사자가 주장하는 기산일을 기준으로 소멸시효를 계산하여야 하는데, 이는 당사자가 본래의 기산일보다 뒤의 날짜를 기산일로 하여 주장하는 경우는 물론이고 특별한 사정이 없는 한 그 반대의 경우에 있어서도 마찬가지이다

## 취득시효 완성
취득시효 완성을 원인으로 한 소유권이전등기청구권에 대하여는 점유자가 그 점유를 계속하는 동안 소멸시효가 진행되지 않는 것이고 또 일단 취득시효기간의 만료로 점유자가 소유권이전등기청구권을 취득한 이상 그 후 부동산에 대한 점유가 중단되더라도 이를 시효이익의 포기로 볼 수 있는 경우가 아닌 한 이미 취득한 소유권이전등기청구권이 소멸되는 것은 아니다

## 소멸시효 중단의 효력이 발생하는 청구
재판상 청구, 파산절차 참가, 지급명령, 화해를 위한 소환 내지 임의출석, 최고

### 판례
( 부당이득반환청구의 소제기로 채무불이행으로 인한 손해배상청구권의 소멸시효가 중단되지 않았다

## 소멸시효 정지사유
제한능력자를 위한 정지, 혼인관계의 종료에 의한 정지, 상속재산에 관한 정지, 천재 기타 사변에 의한 정지

## 소멸시효의 완성효
재산권은 20년 간 행사하지 않으면
소멸시효가 완성한다.

## 상사 소멸시효
상행위로 인한 채권은 상법에 다른 규정이 없는 때에는 5년간 행사하지 아니하면 소멸시효가 완성한다. 그러나 다른 법령에 이보다 단기의 시효의 규정이 있는 때에는 그 규정에 의한다. (대한민국 상법 제64조)
3년의 단기소멸시효가 적용되는 민법 제16조 제6호 소정의 '상인이 판매한 상품의 대가'란 상품의 매매로 인한 대금 그 자체의 채권만을 말하는 것으로서, 상품의 공급 자체와 등기성 있는 청구권에 한한다.

## 시효이익의 포기
시효이익의 포기란 시효에 의하여 생기는 이익을 받지 않겠다는 의사를 표시하는 단독행위이다. 소멸시효 완성 전의 포기는 인정되지 않는다(제184조). 계속적인 사실상태를 존중하려는 시효제도의 목적이 개인의 의사에 의하여 배제되는 것은 부당하며 또 채권자가 채무자의 궁박을 틈타서 미리 소멸시효의 이익을 포기하게 할 염려가 있기 때문이다. 같은 취지로 소멸시효의 완성을 곤란하게 하는 특약은 무효이다. 또 소멸시효 완성 후의 포기는 유효하다고 해석한다. 시효이익의 포기는 묵시의 방법으로도 할 수 있다. 포기를 하려면 처분의 능력과 권한을 필요로 한다. 포기의 효과는 상대적이어서 포기를 할 수 있는 자가 수인이 있는 경우에 1인의 포기는 다른 자에게 영향을 미치지 않는다.
- 채무자가 소멸시효 완성 후 채무를 일부 변제한 때에는 그 액수에 관하여 다툼이 없는 한 그 채무 전체를 묵시적으로 승인한 것으로 보아야 하고, 이 경우 시효완성의 사실을 알고 그 이익을 포기한 것으로 추정되므로, 소멸시효가 완성된 채무를 피담보채무로 하는 근저당권이 실행되어 채무자 소유의 부동산이 경락되고 그 대금이 배당되어 채무의 일부 변제에 충당될 때까지 채무자가 아무런 이의를 제기하지 아니하였다면, 경매절차의 진행을 채무자가 알지 못하였다는 등 다른 특별한 사정이 없는 한, 채무자는 시효완성의 사실을 알고 그 채무를 묵시적으로 승인하여 시효의 이익을 포기한 것으로 보아야 한다[25]
- 다른 채권자가 신청한 부동산경매절차에서 채무자 소유 부동산이 매각되고 그 대금이 이미 소멸시효가 완성된 채무를 피담보채무로 하는 근저당권을 가진 채권자에게 배당되어 채무 변제에 충당될 때까지 채무자가 아무런 이의를 제기하지 아니하였다면, 경매절차 진행을 채무자가 알지 못였다는 등 다른 특별한 사정이 없는 한 채무자는 채권에 대한 소멸시효 이익을 포기한 것으로 볼 수 있고, 한편 소멸시효 이익의 포기는 가분채무 일부에 대하여도 가능하다[35].

## 보험계약의 경우
보험약관 또는 상법 제658조에서 보험금 지급유예기간을 정하고 있더라도 보험금청구권의 소멸시효는 보험사고가 발생한 때로부터 진행하고, 위 지급유예기간이 경과한 다음 날부터 진행한다고 볼 수는 없다